# Рио ди Ламе (Терамо)
Рио ди Ламе (итал. Rio di Lame) је насеље у Италији у округу Терамо, региону Абруцо.
Према процени из 2011. у насељу је живело 22 становника. Насеље се налази на надморској висини од 741 м.